# Hrabstwo Golden Plains

Hrabstwo Golden Plains na mapie stanu Wiktoria

Hrabstwo Golden Plains (ang. Golden Plains Shire) – obszar samorządu lokalnego (ang. local government area) położony w południowo-zachodniej części stanu Wiktoria. Samorząd powstał w wyniku stanowej reformy samorządowej w 1994 roku z połączenia następujących hrabstw: Bannockburn, Grenville, Leigh i z części Buninyong. 
Powierzchnia samorządu wynosi 2704 km² i liczy 17077 mieszkańców (dane z 2006 roku).   
Rada samorządu zlokalizowana jest w mieście Bannockburn, złożona jest z siedmiu członków.  
W celu identyfikacji samorządu Australian Bureau of Statistics wprowadziło czterocyfrowy kod dla hrabstwa Golden Plains – 2490.